# Tinakula
Tinakula, aussi appelée Tamami ou Tinakoro, est une île volcanique des Salomon située dans les îles Santa Cruz. Elle constitue le sommet émergé d'un stratovolcan.

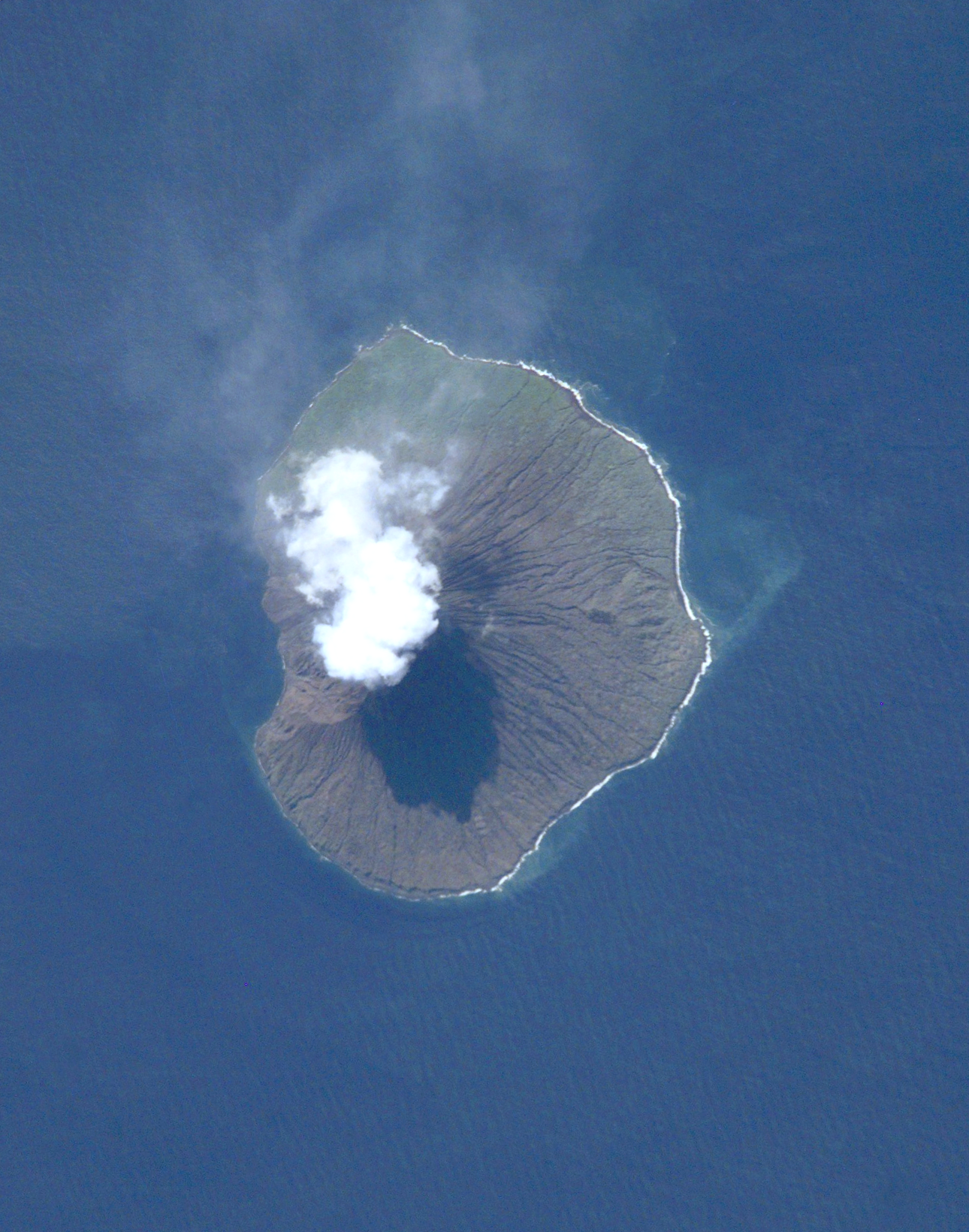
Image satellite de Tinakula.